# Walton (Indiana)
Walton és una població dels Estats Units a l'estat d'Indiana. Segons el cens del 2000 tenia 1.069 habitants.

## Demografia
Segons el cens del 2000, Walton tenia 1.069 habitants, 413 habitatges, i 301 famílies. La densitat de població era de 959,9 habitants/km².
Dels 413 habitatges en un 34,6% hi vivien nens de menys de 18 anys, en un 57,9% hi vivien parelles casades, en un 11,6% dones solteres, i en un 26,9% no eren unitats familiars. En el 24,5% dels habitatges hi vivien persones soles l'11,1% de les quals corresponia a persones de 65 anys o més que vivien soles. El nombre mitjà de persones vivint en cada habitatge era de 2,59 i el nombre mitjà de persones que vivien en cada família era de 3,08.
Per edats la població es repartia de la següent manera: un 28,2% tenia menys de 18 anys, un 7,8% entre 18 i 24, un 28,3% entre 25 i 44, un 22,9% de 45 a 60 i un 12,9% 65 anys o més.
L'edat mediana era de 36 anys. Per cada 100 dones de 18 o més anys hi havia 82 homes.
La renda mediana per habitatge era de 41.429 $ i la renda mediana per família de 49.167 $. Els homes tenien una renda mediana de 30.750 $ mentre que les dones 23.846 $. La renda per capita de la població era de 19.087 $. Entorn del 2,9% de les famílies i el 6% de la població estaven per davall del llindar de pobresa.

## Poblacions més properes
El següent diagrama mostra les poblacions més properes.